# Switched
Switched (jap. 宇宙を駆けるよだか Sora o kakeru yoda ka) – shōjo-manga autorstwa Shiki Kawabaty publikowana w czasopiśmie „Bessatsu Margaret” wydawnictwa Shūeisha w latach 2014–2015.
Na podstawie mangi wyprodukowano sześcioodcinkowy serial live action, który miał swoją premierę w serwisie Netflix 1 sierpnia 2018 roku.
W Polsce manga została wydana przez wydawnictwo Waneko pod tytułem Switched. Serial dostępny jest na Netflix w polskiej wersji językowej.

## Manga
Pierwszy rozdział mangi ukazał się w czasopiśmie „Bessatsu Margaret” wydawnictwa Shūeisha 13 września 2014. Ostatni rozdział ukazał się w tym czasopiśmie 13 listopada 2015 roku.
| Nr | Język japoński  | Język japoński         | Język polski         | Język polski           |
| Nr | Data wydania    | ISBN                   | Data wydania         | ISBN                   |
| -- | --------------- | ---------------------- | -------------------- | ---------------------- |
| 1  | 25 lutego 2015  | ISBN 978-4-08-845351-4 | 27 sierpnia 2019     | ISBN 978-83-8096-605-5 |
| 2  | 24 lipca 2015   | ISBN 978-4-08-845420-7 | 24 października 2019 | ISBN 978-83-8096-605-5 |
| 3  | 25 grudnia 2015 | ISBN 978-4-08-845503-7 | 16 grudnia 2019      | ISBN 978-83-8096-607-9 |

## Serial live action
Na podstawie mangi powstał sześcioodcinkowy serial aktorski. Główne role odgrywają w nim Miu Tomita, Kaya Kiyohara, Daiki Shigeoka oraz Tomohiro Kamiyama. Odcinki miały swoją premierę w serwisie Netflix 1 sierpnia 2018 roku.
| N/o | Tytuł odcinka | Premiera        |
| --- | ------------- | --------------- |
| 1   | Samobójstwo   | 1 sierpnia 2018 |
| 2   | Zdrada        | 1 sierpnia 2018 |
| 3   | Wyznanie      | 1 sierpnia 2018 |
| 4   | Pułapka       | 1 sierpnia 2018 |
| 5   | Kłamstwa      | 1 sierpnia 2018 |
| 6   | Decyzje       | 1 sierpnia 2018 |